# Mariä Himmelfahrt (Beidl)

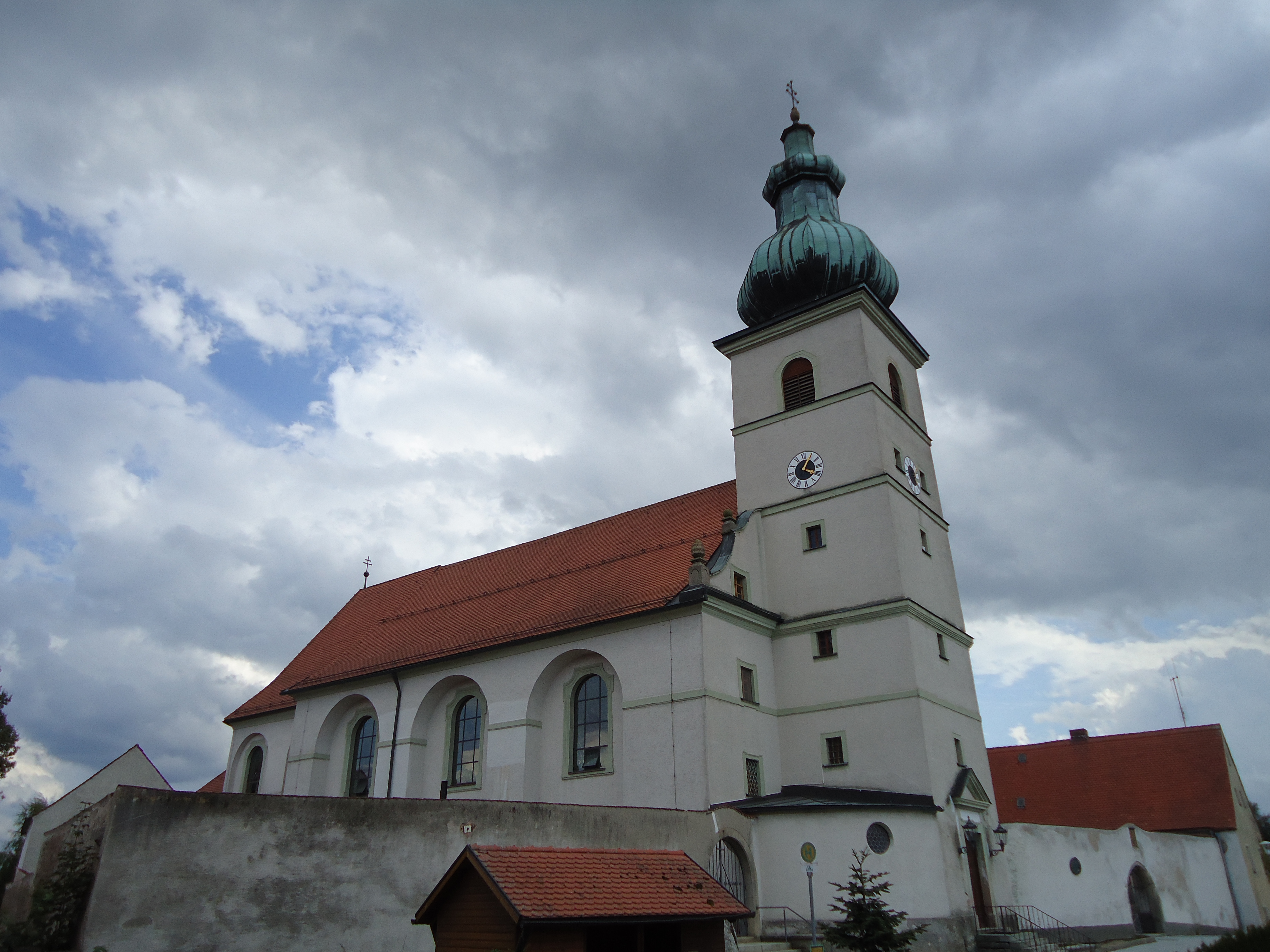
Pfarrkirche Mariä Himmelfahrt in Beidl

Die Pfarrkirche Mariä Himmelfahrt ist die römisch-katholische Pfarrkirche der Pfarrei Beidl in der Gemeinde Plößberg in der nördlichen Oberpfalz. Sie wurde in den Jahren 1727 bis 1738 vom Waldsassener Klosterbaumeister Philipp Muttone erbaut und steht unter Denkmalschutz.

## Geschichte
Der heutige Kirchenbau wurde im 18. Jahrhundert errichtet. Mit dem Bau der spätbarocken Kirche wurde 1729 begonnen, Bauherr war Abt Eugen Schmid des Klosters Waldsassen, zu dem die Pfarrei Beidl gehörte. Baumeister war der Klosterbruder Philipp Muttone, der in der damaligen Zeit mehrere Kirchen in der Region geschaffen hat. Beim Bau mussten die Bauern des Pfarrdorfes mitarbeiten und wurden dafür entlohnt. 1732 wurde der Bau fertiggestellt. 1979/80, kurz vor der 250-Jahr-Feier der Kirche, wurde die Pfarrkirche innen renoviert.

## Baubeschreibung
Die Kirche ist eine Wandpfeilerkirche. Das Langhaus mit Tonnengewölbe und drei Jochen sowie der eingezogene Altarraum mit zwei Jochen werden durch flache Wandpfeiler untergliedert, die durch Rundbögen über den Fenstern miteinander verbunden sind. An der Westseite der Kirche befindet sich der kräftige Kirchturm mit einer Doppelzwiebelhaube.

## Innenausstattung

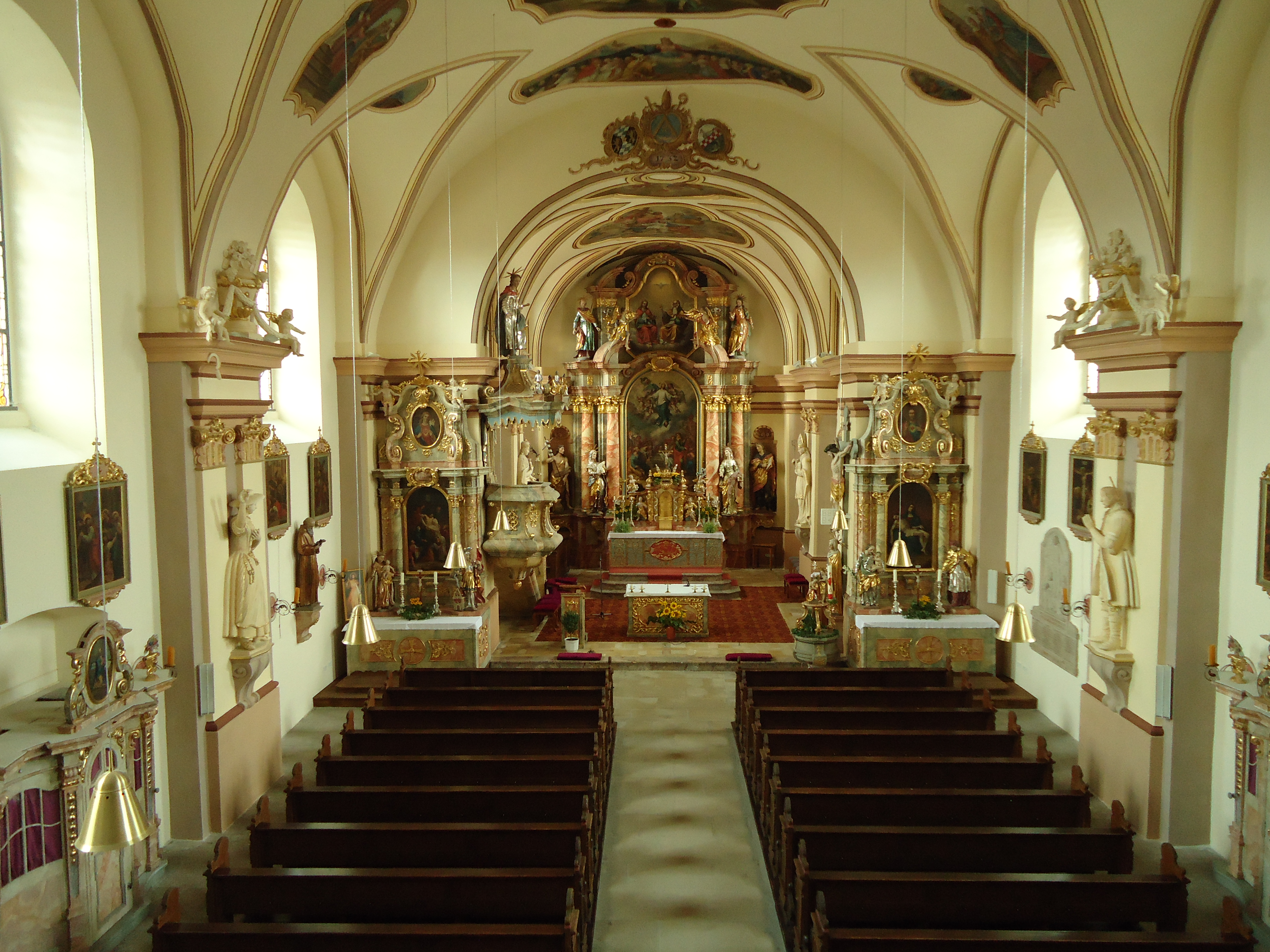
Pfarrkirche Beidl-Innenraum

Das Altarbild und die Deckenfresken zeigen Szenen aus dem Marienleben. Die Deckenbilder wurden um 1890 neu gemalt, dabei wurden die ursprünglichen Themen aber beibehalten. Die vier großen Gemälde im Hauptschiff zeigen die Apostel und Jünger Jesu, die den Tod der Mutter Gottes betrauern und beweinen, die Jünger Jesu, die das leere Grab und den Heimgang Mariens in den Himmel sehen, die Krönung Mariens und Maria als Königin und Schutzfrau der Kirche. Über den Pfeilern und Stichkappen werden weitere Marienthemen behandelt. Im Chor sind auf den vier kleinen Fresken die Evangelisten Matthäus, Markus, Lukas und Johannes abgebildet. Über dem Bogen zwischen Altarraum und Langhaus befinden sich die Wappen des Kurfürstentums Bayern und des Bauherrn Abt Eugen sowie die Jahreszahl 1732.
Der freistehende Hochaltar ist beherrscht vom Tabernakel, an dessen Seiten zwei Engel knien. An der Schauseite ist die Emmaus-Szene dargestellt und auf dem dahinterliegenden Altaraufbau ist Mariä Aufnahme in den Himmel und der Empfang durch die Dreifaltigkeit zu sehen. Die Seitenaltarbilder zeigen die Schmerzhafte Muttergottes bei der Kreuzabnahme (links) und eine Pietàdarstellung (rechts).
Vor den sechs Wandpfeilern befinden sich überlebensgroße Barockstuckfiguren: Im Altarraum sind dies die Skulpturen des heiligen Kaisers Heinrich II., der vermutlich im Bistum Regensburg geboren wurde und Patron des Nachbarbistums Bamberg ist, und die des Bischofs Wolfgang von Regensburg, Diözesanpatron des Bistums Regensburg. Im Langhaus befinden sich Figuren der heiligen Notburga von Rattenberg, der heiligen Barbara von Nikomedien, der Patronin der Bergleute, des heiligen Isidor von Madrid und des Ignatius von Loyola, dem Gründer der Jesuiten. Außergewöhnlich ist die Darstellung Notburgas und Isidors, die beiden Bauernheiligen erscheinen in der lokalen Tracht des 18. Jahrhunderts.

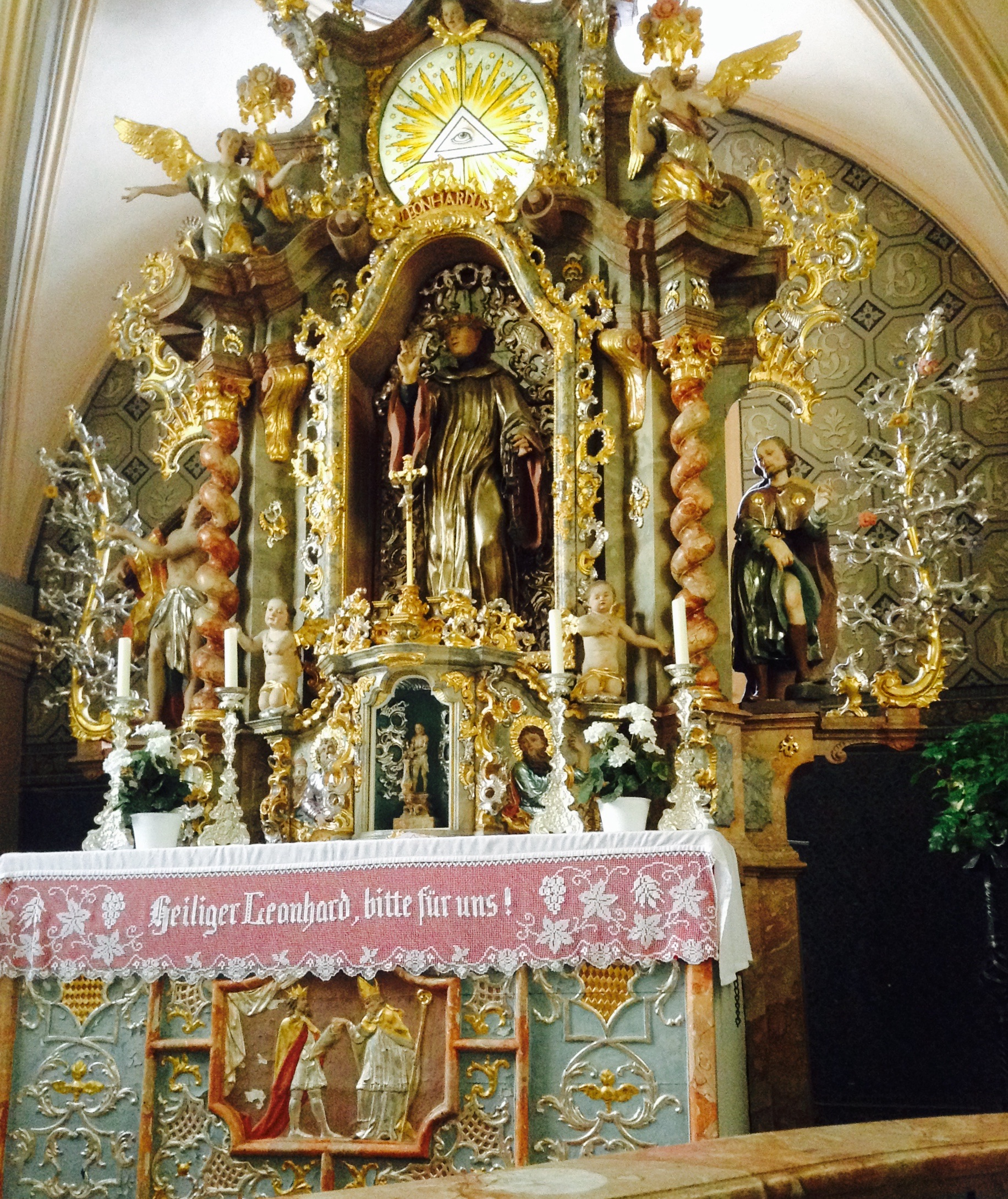
Altar der Leonhardikapelle in Beidl

Hinter dem Hochaltar befindet sich ein Durchgang zur Leonhardikapelle. Der Patron der Gefangenen wurde seit dem Mittelalter ebenfalls als Bauernheiliger verehrt und erfährt in der Pfarrei Beidl ein hohes Maß an Wertschätzung. Die Kapelle ist im Stil des Rokoko gestaltet und wurde 30 Jahre nach der Pfarrkirche erbaut, besonders schön ist der geschnitzte Akanthusaltar gestaltet. Die Wandmalereien stammen aus dem 19. Jahrhundert.

## Glocken
Am 12. Juli 1935 wurden vier Glocken (Marienglocke, Leonhardiglocke, Konradglocke und Josefsglocke) für die Kirche gegossen. Diese wurden jedoch 1942 ein Opfer des Zweiten Weltkriegs.
Als Ersatz wurden 1947 für die Pfarrei Beidl fünf neue Glocken von der Glockengießerei Hamm in Regensburg hergestellt. Das Geläut erklingt in der Tonfolge cis‘(+) e‘ fis‘ gis‘ h‘.

## Vorgängerbau aus der Gotik

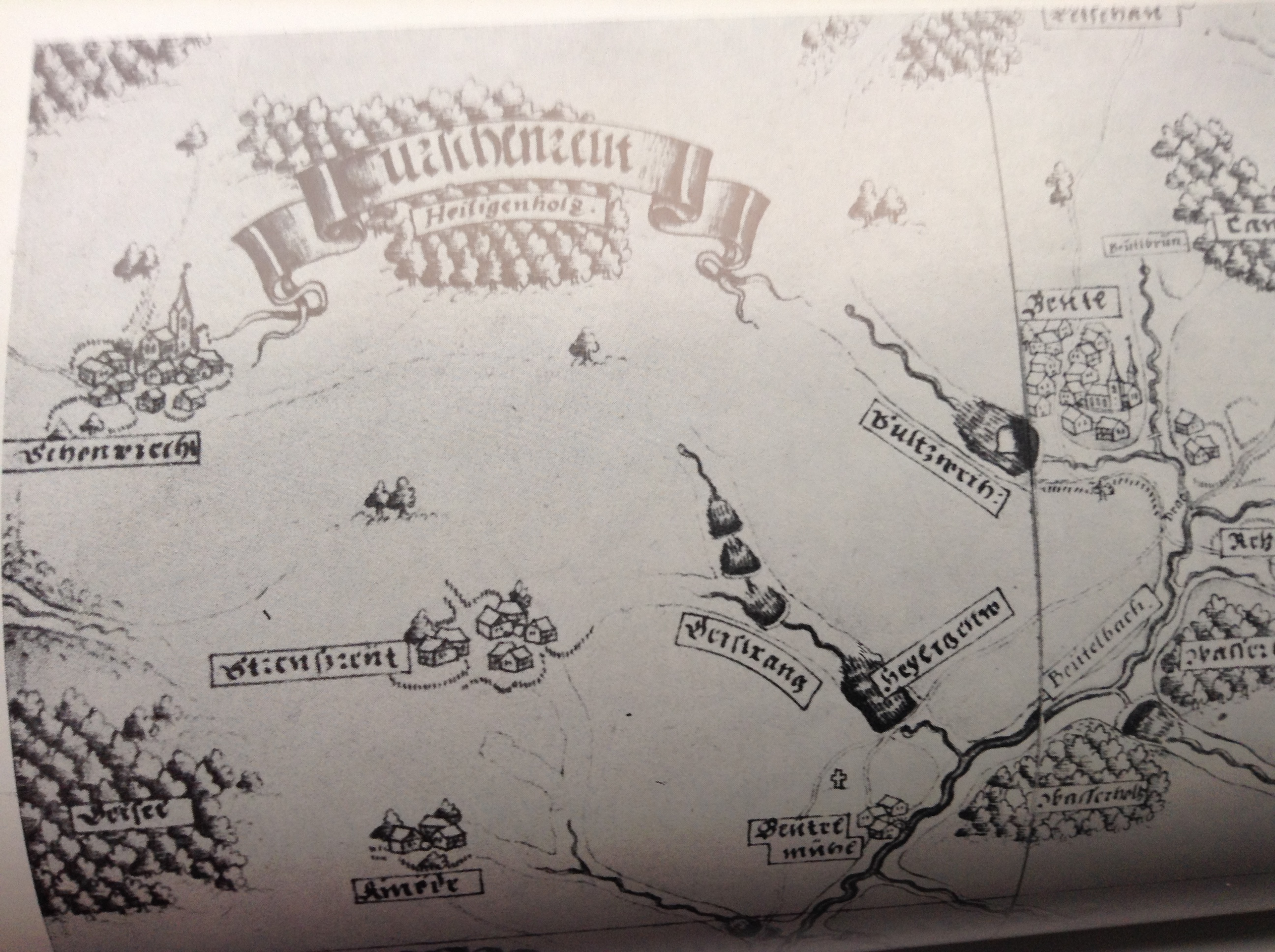
Gotische Pfarrkirche, Teilansicht der Pfarrei Beidl

Im Jahr 1140 wurde ein Pfarrer von Beidl urkundlich erwähnt, die Pfarrei ist somit eine der ältesten des Stiftlandes. Über die dazugehörige Kirche ist jedoch nichts bekannt. 1428 wurden die Kirche von Beidl und die Hälfte des Pfarrdorfes durch die Hussiten niedergebrannt. Schon 1442 brannte Beidl erneut. Die Vorgängerkirche des heutigen Baus war gotisch und nicht das erste Gebäude mit dieser Funktion, sie wurde in den Jahren nach 1442 wieder aufgebaut. Das Eingangsportal der alten Kirche soll der gotische Bogen gewesen sein, der jetzt den Eingang zum südlichen Friedhof bildet. Über dem Eingang befindet sich ein Flachrelief mit zwei Engeln, die eine gotische Monstranz halten. In der Verlängerung der Torachse zieht sich ein Weg entlang der Südfront des heutigen Baus. Unter diesem Weg wurden vor wenigen Jahren die massiven Fundamente einer Außenmauer bei Renovierungsarbeiten entdeckt. Der gotische Bau dürfte also neben dem barocken Bau auf dem Platz des heutigen südlichen Friedhofs gestanden haben. Der Abriss erfolgte wohl erst nach dem Abschluss des Neubaus 1732. Die südliche Friedhofsmauer sowie Teile des angrenzenden Kooperatorenhauses (Keller, Außenmauer) wurden durch Bauanalyse in die Spätgotik datiert. Ein gotisches Fragment befindet sich noch innerhalb der Kirche in der rechten, hinteren Ecke des Langhauses. Es war offensichtlich Teil einer Ölbergdarstellung (Judas mit Geldbeutel) und fiel dem calvinistischen Bildersturm um das Jahr 1580 zum Opfer.
Das älteste Bauwerk der gesamten heutigen Anlage ist das sogenannte Leichenhaus, ein ehemaliges Beinhaus, das im Mittelalter als Hl. Blut Kapelle und später als erste Leonhardikapelle genutzt wurde und sich am Ostende des nördlichen Friedhofs befindet. Eine kleine Apsis an der Ostseite und ein romanisches Fenster auf der Nordseite deuten auf eine Entstehungszeit in der Romanik hin.

## Dekanat Beidl
Im 14. Jahrhundert wurden im Bistum Regensburg zwei Verzeichnisse aller Pfarreien und der jeweils ihnen vorstehenden Dekanate erstellt. Von insgesamt 21 Dekanaten entfielen nur 6 davon auf die Gebiete der Oberpfalz und das nördlich angrenzende Bistumsgebiet. Der Nordosten mit maximal 21 Pfarreien (ohne die Beidler Filiale Stein) unterstand dem Dekanat Beidl. Dazu gehörten unter anderem das bayrische Tirschenreuth, Bärnau, Griesbach, Bad Neualbenreuth, die jetzt in Oberfranken liegenden Pfarreien Arzberg und Selb, die in Tschechien liegenden Pfarreien von Eger, Asch, Schönbach und Wildstein sowie die jetzt sächsischen Pfarreien von Markneukirchen, Brambach und Adorf. Ob jeder Pfarrer von Beidl auch Dekan war, ist eher fraglich, da beispielsweise 1302 der Pfarrer von Wondreb als Dekan genannt wurde. 1556 verordnete der pfälzische Kurfürst Ottheinrich den Glaubenswechsel zum lutherischen Bekenntnis, der damalige Pfarrer von Beidl Wolfgang Behr konvertierte und blieb im Amt. Als 1583 Kurfürst Ludwig VI. starb wurde schrittweise der Calvinismus durchgesetzt, auch der lutherische Pfarrer Harrer konvertierte und blieb im Amt. Bei der Wiedereinführung des Katholizismus wurde hingegen der reformierte Pastor Nikolaus Gengel 1625 abgesetzt. Danach erscheinen noch drei namentlich bekannte Beidler Pfarrherren als Dekane: Michael Dürner (1627–1630), er wurde abgesetzt, Johann Baptist Leichamschneider (1719–1730), Mitinitiator des barocken Neubaus, sowie Joseph Greiner (1817–1841), er ließ den Pfarrhof neu bauen und die bis dahin mit Schindeln gedeckte Kirche mit Dachziegeln eindecken.

## Umfang der Pfarrei Beidl
Zur Pfarrei Beidl gehören gegenwärtig folgende Dörfer und Ortschaften:
- Albernhof
- Beidl
- Beidlmühle
- Geißenreuth
- Haid (2 Häuser)
- Hanfmühle
- Konnersreuth
- Leichau
- Lengenfeld
- Schönficht
- Schönthan
- Streißenreuth
- Wurmsgefäll

Daneben gab es eine große Anzahl im späten Mittelalter wieder verschwundener Ortschaften. Die wichtigsten waren Adelsreuth (bei Leichau), Altenschönthan (bei Schönthan), Ellprunn (bei Albernhof), Ermmersreuth (zwischen Schnackenhof und Bodenreuth), Fletessenreuth (bei Schönficht), Kessel (zwischen Beidl und Schönficht), Nötz (an der Mündung des Geisbaches in die Waldnaab), Plattenberg (gegenüber Auerberg, im Dreißigjährigen Krieg untergegangen), Poppenreuth (zwischen Leichau und Schönthan), Schnepfenreuth (nordöstlich von Neuhaus), Uttenreuth (nördlich des Liebensteinspeichers), Voitsreuth (bei Beidl) und Werde (zwischen Schirnbrunn und Schönkirch). Für die meisten Wüstungen dürfte die Pest verantwortlich gewesen sein. Einige konnten als Bodendenkmal nachgewiesen werden.